# 530-й окремий батальйон
530-й окремий батальйон (530 ОБ, в/ч А5162) — піхотний підрозділ Сухопутних Військ Збройних Сил України. Дислокувався в Одесі. Батальйон перебуває у складі 19 армійського корпусу, штаб батальйону розміщений на території Одеської області. Підрозділи денного батальйону розташовані на східному напрямку фронта. Створена рішенням начальника Генерального штабу Збройних сил України.

## Історія
У липні 2025 року стало відомо що цей батальйон ввійшов до складу 19-го армійського корпусу